# 量尺分數
個人之間分數的差異，主要是來自答對題數的不同，而不是每一個題目本身所佔的分數比例差異。這種分數計算方式，比較不會因為不同科目的難度或題型差異，而影響到各科成績總和的差異。

## 使用量尺分數評分的考試
- 某些升學考試，例如：基本學力測驗、全民英語能力分級檢定測驗、TOEIC、托福與GRE
- 某些智力測驗
- 某些心理測驗

## 外部連結
- 試題反應理論的介紹（繁體中文）
- 基本學力分數的建立（繁體中文）